# 田中実業
田中実業株式会社（たなかじつぎょう）は、岡山県新見市に本社を置く石油販売業などを行う会社。

## 概要
主に新見市を中心に出光興産のガソリンスタンド経営を行う一方、セメントの販売を行っている。
また、地元の情報を発信することを目的とする新聞折り込み型のフリーペーパー月1回発行している。

## 拠点
- 本社　- 岡山県新見市正田270
- 石油部　- 同上
- プロパン部　- 同上
- 岡山営業所　- 岡山県岡山市北区平野825
- 新見給油所　- 岡山県新見市新見311

## 関連会社
- 新見レミコン - 生コンの製造を行う子会社。新見市内で高いシェアを持つ[3]。
- いろりカンパニー - 農業を行う子会社。地元のブランド牛である「千屋牛」の生産を行う[4]。その他、ケールの栽培もおこなう[5]。